# Phyllorhinichthys
Phyllorhinichthys là một chi thuộc họ Oneirodidae của cá vây chân. Giống với các loài chung họ của mình, chúng có kích thước nhỏ, sống ở độ sâu từ 200 đến 2000 mét, và có thể dùng sự phát quang sinh học để dẫn dụ con mồi . Những loài thuộc chi Phyllorhinichthys là những loài có một cấu trúc có hình giống chiếc lá, nhiều thịt ở trên mõm.

## Phân bố và môi trường sống
Một loài thuộc chi này là P. micractis được thu thập ở cả 3 đại dương lớn là Thái Bình Dương, Đại Tây Dương và Ấn Độ Dương ở độ sâu tối đa là 3500 mét (áp suất tại đó là 350 atm). Cụ thể là từ khu vực gần đảo Newfoundland và Bermuda của Đại Tây Dương đến vùng sừng châu Phi ở Ấn Độ Dương và kéo dài đến Nhật Bản và quần đảo Line tại Thái Bình Dương. Một loài khác là P. balushkini hiện chỉ được tìm thấy và thu thập ở Đại Tây Dương tại khu vực từ phía bắc đến vùng nhiệt đới ở độ sâu tối đa là 3200 mét (áp suất tại đó là 320 atm).

## Mô tả
Những con cái trưởng thì có cơ thể ngắn, màu thì toàn bộ là từ màu nâu đậm đến này đen. Ở những cá thể nhỏ hơn (kích thước từ 8.8 đến 18.3 mm) thì có một dải màu đen do tế bang mang hắc sắc tố rõ ràng ở trên vây đuôi. Miệng thì nhỏ và không đối xứng, rằng thì hơi to nhưng ở hàm dưới thì ít hơn.

## Loài
Tính đến hiện tại, chỉ có 2 loài thuộc chi này:
- Phyllorhinichthys balushkini Pietsch, 2004
- Phyllorhinichthys micractis Pietsch, 1969